# British Standard Pipe

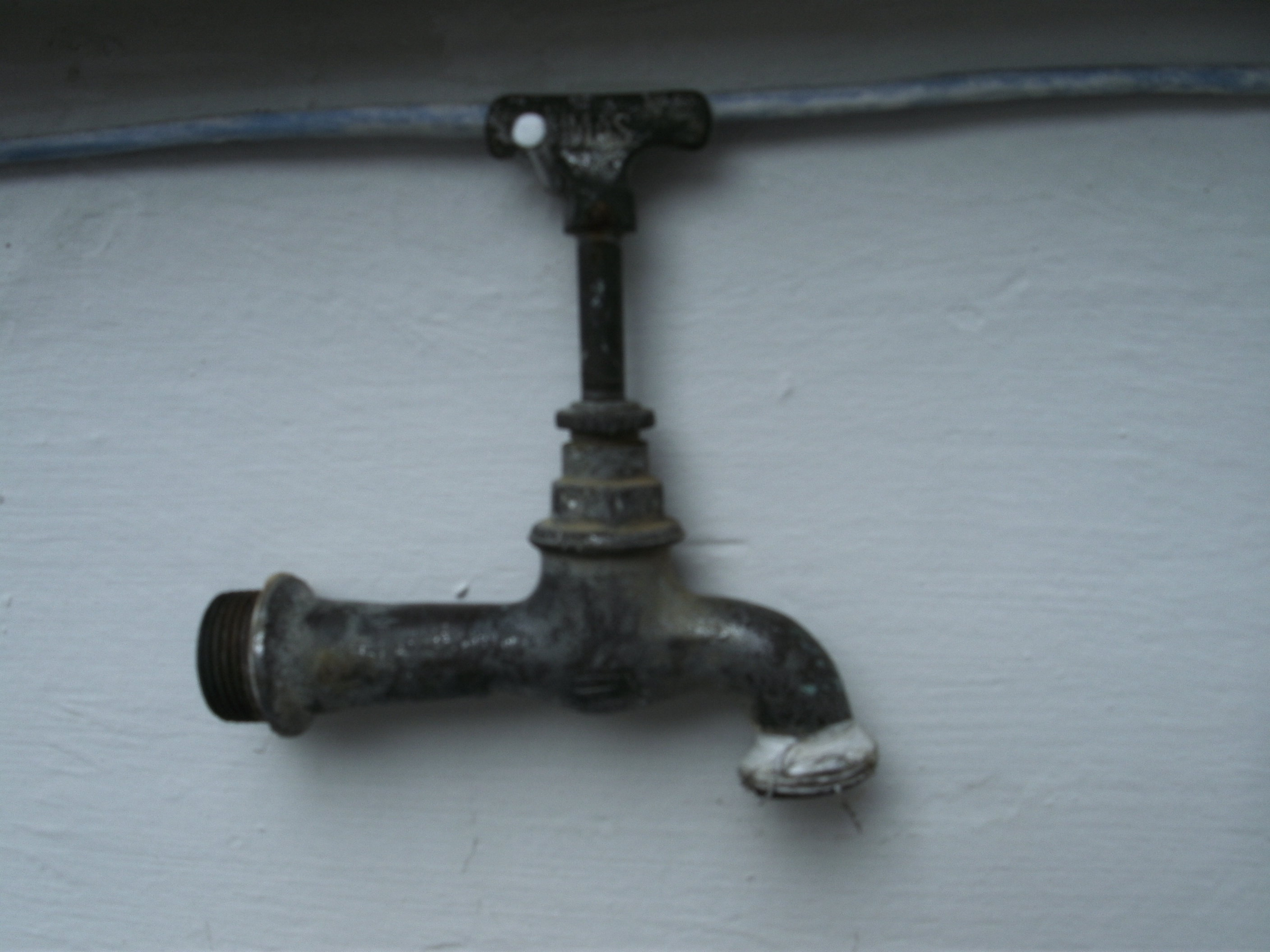
Grifo con dos roscas BSP 1/2"(entrada/pared y salida/manguera)

La norma British Standard Pipe (BSP), rosca BSP o rosca Gas, es una familia de normas técnicas para las roscas de tubos que ha sido adoptado internacionalmente para interconectar o sellar tubos, tuberías y accesorios, mediante un tubo con rosca externa (macho) y otro con rosca interior (hembra). Se ha adoptado como estándar internacional en la instalación de tuberías, en todo el mundo, excepto en Estados Unidos, donde se utiliza la rosca NPT

## Tipo

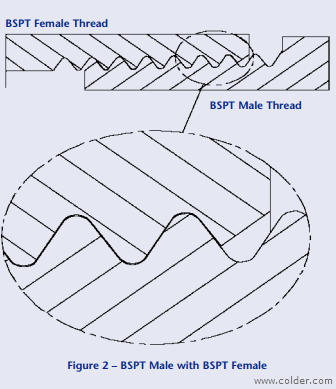
Tubo norma BSPT.

### Dos tipos de rosca
- Rosca cilíndrica (paralela), British Standard Pipe Parallel threat ( BSPP ; originalmente también conocido como British Standard Pipe Fitting / BSPF y, British Standard Pipe Mechanical thread / BSPM ), que tienen un diámetro constante; denotado por la letra G.[2]
- Rosca cónica, British Standard Pipe Taper ( BSPT ), cuyo diámetro aumenta o disminuye a lo largo de la longitud de la rosca; denotada por la letra R.

### Hilo de rosca
El Hilo de rosca sigue el estándar británico Whitworth :
- Hilo de rosca en V simétrica en el que el ángulo entre los flancos es de 55° (medido en un plano axial)
- Un sexto de esta V aguda está truncado en la parte superior e inferior
- El Hilo de rosca se redondea igualmente en las crestas y en los"surcos" mediante arcos circulares que se acaban tangencialmente con los flancos donde r ≈ 0.1373 P
- La profundidad teórica del hilo de rosca es, por tanto, 0,6403 veces el paso nominal h ≈ 0,6403 P

## Acoplamiento
Se pueden combinar en dos tipos de ensamblajes según el tipo de sellado:
Sellado rosca contra goma
Se trata de roscas paralelas de tubería utilizadas donde se obtiene una junta estrecha a la presión mediante la compresión de un material blando (como un sello de junta tórica o una arandela ) entre la cara final de la rosca macho y una superficie del receptor hembra que suele tener una forma para ayudar a apretar
Sellado rosca contra rosca
Se trata de roscas de tuberías en las que se hace una estrecha presión mediante el apareamiento de dos roscas (macho contra hembra). Siempre utilizan una rosca macho cónica, pero puede haber roscas hembras tanto cilíndricas como cónicas. (En Europa, las roscas hembras cónicas no se utilizan habitualmente. )

## Medidas de rosca BSP
Se han definido, un mínimo de 41 tamaños de rosca, que van desde 1⁄16 de pulgada hasta 18 pulgadas, aunque de éstas sólo 15 incluyen las normas ISO 7 y 24 el ISO 228. El número de cada tamaño estaba basado originalmente. en el diámetro interior (medido en pulgadas) de un tubo de acero para el que estaba destinada la rosca, pero las tuberías contemporáneas suelen utilizar paredes más delgadas para ahorrar material, y por tanto tienen un diámetro interior superior a ese tamaño nominal. En la versión moderna métrica estándar, simplemente es un número de clase, donde el tamaño del diámetro indicado es el diámetro exterior principal de la rosca externa. Para una rosca cónica, es el diámetro que existe en la "longitud del calibre" (más/menos un paso de rosca) desde el extremo pequeño de la rosca. La conicidad es de 1:16, lo que significa que por cada 16 unidades de medida aumentando la distancia desde el final, el diámetro aumenta en 1 unidad de medida.
| G/R mida | Densidad de rosca (TPI ) | Paso de rosca | Diámetro Mayor | Diámetro Mayor | Diámetro Menor | Diámetro Menor | Longitug (galga) | Longitug (galga) | Broca | Broca |
| G/R mida | Densidad de rosca (TPI ) | Paso de rosca | Diámetro Mayor | Diámetro Mayor | Diámetro Menor | Diámetro Menor | Longitug (galga) | Longitug (galga) | R 95% | G 80% |
| (a)      | (a −1 )                  | (mm)          | (a)            | (mm)           | (a)            | (mm)           | (a)              | (mm)             | (mm)  | (mm)  |
| -------- | ------------------------ | ------------- | -------------- | -------------- | -------------- | -------------- | ---------------- | ---------------- | ----- | ----- |
| 1 ⁄ 16   | 28                       | 0,907         | 0,3041         | 7.723          | 0,2583         | 6.561          | ⁵ ⁄ 32           | 4.0              | 6.6   | 6.8   |
| 1 ⁄ 8    | 28                       | 0,907         | 0,3830         | 9.728          | 0,3372         | 8.566          | ⁵ ⁄ 32           | 4.0              | 8.6   | 8.8   |
| 1 ⁄ 4    | 19                       | 1.337         | 0,5180         | 13.157         | 0,4506         | 11.445         | 0,2367           | 6.0              | 11,5  | 11.8  |
| 3 ⁄ 8    | 19                       | 1.337         | 0,6560         | 16.662         | 0,5886         | 14.950         | ¹ ⁄ 4            | 6.4              | 15.0  | 15.3  |
| 1 ⁄ 2    | 14                       | 1.814         | 0,8250         | 20.955         | 0,7335         | 18.631         | 0,3214           | 8.2              | 18.7  | 19.1  |
| 5 ⁄ 8    | 14                       | 1.814         | 0,9020         | 22.911         | 0,8105         | 20.587         | 0,3214           | 8.2              | 20.7  | 21.1  |
| 3 ⁄ 4    | 14                       | 1.814         | 1.0410         | 26.441         | 0.9495         | 24.117         | 3 ⁄ 8            | 9.5              | 24.2  | 24.6  |
| 7 ⁄ 8    | 14                       | 1.814         | 1.1890         | 30.201         | 1.0975         | 27.877         | 3 ⁄ 8            | 9.5              | 28.0  | 28.3  |
| 1        | 11                       | 2.309         | 1.3090         | 33.249         | 1.1926         | 30.291         | 0,4091           | 10.4             | 30.4  | 30.9  |
| 1 ¹ ⁄ 8  | 11                       | 2.309         | 1.4920         | 37.897         | 1.3756         | 34.939         | 0,4091           | 10.4             | 35.1  | 35,5  |
| 1 ¹ ⁄ 4  | 11                       | 2.309         | 1.6500         | 41.910         | 1.5335         | 38,952         | ¹ ⁄ 2            | 12.7             | 39.1  | 39,5  |
| 1 3 ⁄ 8  | 11                       | 2.309         | 1.7450         | 44.323         | 1.6285         | 41.365         | ¹ ⁄ 2            | 12.7             | 41,5  | 42,0  |
| 1 ¹ ⁄ 2  | 11                       | 2.309         | 1.8820         | 47.803         | 1.7656         | 44.845         | ¹ ⁄ 2            | 12.7             | 45,0  | 45,4  |
| 1 ⁵ ⁄ 8  | 11                       | 2.309         | 2.0820         | 52.883         | 1.9656         | 49.926         | ⁵ ⁄ 8            | 15.9             | 50.1  | 50,5  |
| 1 3 ⁄ 4  | 11                       | 2.309         | 2.1160         | 53.746         | 1.9995         | 50.788         | ⁵ ⁄ 8            | 15.9             | 50,9  | 51,4  |
| 1 7 ⁄ 8  | 11                       | 2.309         | 2.2440         | 56,998         | 2.1276         | 54.041         | ⁵ ⁄ 8            | 15.9             | 54,2  | 54,6  |
| 2        | 11                       | 2.309         | 2.3470         | 59.614         | 2.2306         | 56.656         | ⁵ ⁄ 8            | 15.9             | 56,8  | 57.2  |
| 2 ¹ ⁄ 4  | 11                       | 2.309         | 2.5870         | 65.710         | 2.4706         | 62.752         | 11 ⁄ 16          | 17,5             | 62,9  | 63.3  |
| 2 ¹ ⁄ 2  | 11                       | 2.309         | 2.9600         | 75.184         | 2.8435         | 72.226         | 11 ⁄ 16          | 17,5             | 72,4  | 72,8  |
| 2 3 ⁄ 4  | 11                       | 2.309         | 3.2100         | 81.534         | 3.0935         | 78.576         | 13 ⁄ 16          | 20.6             | 78,7  | 79.2  |
| 3        | 11                       | 2.309         | 3.4600         | 87.884         | 3.3435         | 84.926         | 13 ⁄ 16          | 20.6             | 85.1  | 85,5  |
| 3 ¹ ⁄ 4  | 11                       | 2.309         | 3.7000         | 93.980         | 3.5835         | 91.022         | 7 ⁄ 8            | 22.2             | 91,2  | 91,6  |
| 3 ¹ ⁄ 2  | 11                       | 2.309         | 3.9500         | 100.330        | 3.8335         | 97.372         | 7 ⁄ 8            | 22.2             | 97,5  | 98,0  |
| 3 3 ⁄ 4  | 11                       | 2.309         | 4.2000         | 106.680        | 4.0835         | 103.722        | 7 ⁄ 8            | 22.2             | 103,9 | 104,3 |
| 4        | 11                       | 2.309         | 4.4500         | 113.030        | 4.3335         | 110.072        | 1                | 25.4             | 110.2 | 110,7 |
| 4 ¹ ⁄ 2  | 11                       | 2.309         | 4.9500         | 125.730        | 4.8335         | 122.772        | 1                | 25.4             | 122.9 | 123,4 |
| 5        | 11                       | 2.309         | 5.4500         | 138.430        | 5.3335         | 135.472        | 1 ¹ ⁄ 8          | 28.6             | 135,6 | 136.1 |
| 5 ¹ ⁄ 2  | 11                       | 2.309         | 5.9500         | 151.130        | 5.8335         | 148.172        | 1 ¹ ⁄ 8          | 28.6             | 148.3 | 148,8 |
| 6        | 11                       | 2.309         | 6.4500         | 163.830        | 6.3335         | 160.872        | 1 ¹ ⁄ 8          | 28.6             | 161,0 | 161,5 |
| 7        | 10                       | 2.540         | 7.4500         | 189.230        | 7.3220         | 185.979        | 1 3 ⁄ 8          | 34,9             | 186.1 | 186,6 |
| 8        | 10                       | 2.540         | 8.4500         | 214.630        | 8.3220         | 211.379        | 1 ¹ ⁄ 2          | 38.1             | 211.5 | 212,0 |
| 9        | 10                       | 2.540         | 9.4500         | 240.030        | 9.3220         | 236.779        | 1 ¹ ⁄ 2          | 38.1             | 236,9 | 237,4 |
| 10       | 10                       | 2.540         | 10.4500        | 265.430        | 10.3220        | 262.179        | 1 ⁵ ⁄ 8          | 41.3             | 262.3 | 262,8 |
| 11       | 8                        | 3.175         | 11.4500        | 290.830        | 11.2900        | 286.766        | 1 ⁵ ⁄ 8          | 41.3             | 287,0 | 287,6 |
| 12       | 8                        | 3.175         | 12.4500        | 316.230        | 12.2900        | 312.166        | 1 ⁵ ⁄ 8          | 41.3             | 312.4 | 313,0 |
| 13       | 8                        | 3.175         | 13.6800        | 347.472        | 13.5200        | 343.408        | 1 ⁵ ⁄ 8          | 41.3             | 343,6 | 344.2 |
| 14       | 8                        | 3.175         | 14.6800        | 372.872        | 14.5200        | 368.808        | 1 3 ⁄ 4          | 44,5             | 369,0 | 369.6 |
| 15       | 8                        | 3.175         | 15.6800        | 398.272        | 15.5200        | 394.208        | 1 3 ⁄ 4          | 44,5             | 394.4 | 395,0 |
| 16       | 8                        | 3.175         | 16.6800        | 423.672        | 16.5200        | 419.608        | 1 7 ⁄ 8          | 47,6             | 419,8 | 420,4 |
| 17       | 8                        | 3.175         | 17.6800        | 449.072        | 17.5200        | 445,008        | 2                | 50,8             | 445,2 | 445,8 |
| 18       | 8                        | 3.175         | 18.6800        | 474.472        | 18.5200        | 470.408        | 2                | 50,8             | 470,6 | 471.2 |

A estos segmentos de tuberías estándar se hace referencia formalmente por la siguiente secuencia de bloques:
- las palabras, rosca Gas, rosca BSP ,
- el número de documento de la norma (por ejemplo, ISO 7 o EN 10226 )
- el símbolo para el tipo de rosca
  - G, paralelo externo e interno (ISO 228)
  - R, conicidad externa (ISO 7)
  - Rp, paralelo interno (ISO 7/1)
  - Rc, conicidad interna (ISO 7)
  - Rs, paralelo externo
- el tamaño de rosca

Las roscas normalmente giran "a derechas". En las roscas "a izquierdas" se les añaden las letras, LH .
Ejemplo: rosca de tubería EN 10226 Rp 2 ¹ ⁄ 2
La terminología para el uso de G y R se originó en Alemania ( G por gas, ya que originalmente fue diseñada para uso en tuberías de gas; R para rohr, que significa tubo )

## Medidas de tubería y fijación
| GR tamaño | Medidas macho Típicas | Tubo correspondiente | Tubo correspondiente | Tubo correspondiente | Tubo correspondiente |
| GR tamaño | Medidas macho Típicas | DN                   | OD                   | Pared                |                      |
| (in)      | (mm)                  | (mm)                 | (mm)                 | (mm)                 |                      |
| --------- | --------------------- | -------------------- | -------------------- | -------------------- | -------------------- |
| 1⁄16      | 3                     |                      |                      |                      |                      |
| 1⁄8       | 15                    | 6                    | 10.2                 | 2                    |                      |
| 1⁄4       | 19                    | 8                    | 13.5                 | 2.3                  |                      |
| 3⁄8       | 22 o 23               | 10                   | 17.2                 | 2.3                  |                      |
| 1⁄2       | 27                    | 15                   | 21.3                 | 2.6                  |                      |
| 3⁄4       | 32                    | 20                   | 26.9                 | 2.6                  |                      |
| 1         | 43                    | 25                   | 33.7                 | 3.2                  |                      |
| 1 ⁄4      | 53                    | 32                   | 42.4                 | 3.2                  |                      |
| 1 ⁄2      | 57                    | 40                   | 48.3                 | 3.2                  |                      |
| 2         | 70                    | 50                   | 60.3                 | 3.6                  |                      |
| 2 1⁄2     | 65                    | 76.1                 | 3.6                  |                      |                      |
| 3         | 80                    | 88.9                 | 4                    |                      |                      |
| 4         | 100                   | 114.3                | 4.5                  |                      |                      |
| 5         | 125                   | 139.7                | 5                    |                      |                      |
| 6         | 150                   | 165.1                | 5                    |                      |                      |

## NORMAS

### ISO 228 - Rosca no auto-sellante (cilíndrica) -
Norma ISO 228: roscas de tubería auto-sellantes consta de las siguientes partes:
- ISO 228-1: 2000 Dimensiones, tolerancias y designación
- ISO 228-2: 1987 Verificación mediante indicadores de límite

#### Normas europeas e internacionales vigentes: ISO 228, NF EN ISO 228 (sustituye NF E 03-005).
El hilo de rosca (extremo externo o extremo macho ) y el hilo de rosca (extremo interno o extremo hembra) son cilíndricos con un paso a la derecha la mayor parte del tiempo (el caracol se hunde girando en el sentido de las agujas del reloj), excepto los cilindros de gas ( y ciertos ejes como el pedal izquierdo de una bicicleta o la hoja de un pincelador).
- El símbolo de la rosca es G o también llamada BSP.
- Las letras A y B representan la tolerancia de la rosca y por tanto se aplican a un hilo externo.
- A: más precisa, menos juego.
- B: menos precisa, más juego.

Ejemplo para un hilo de gas de 1/4 el diámetro de la parte superior del hilo es de 13.157mm su tolerancia es de -0.150 para la tolerancia de clase A y -0.250 para la clase de tolerancia B (la misma tolerancia se aplica al diámetro del flanco de limpio)
Hay dos clases de tolerancia:
- 3 (más precisa / por ejemplo, hilo de 3A with con tolerancia fina)
- 2 (estándar / por ejemplo 2B ⇒ tapping con tolerancia estándar)

Otros nombres habituales: BSPP (British Standard Pipe Parallel), BSP cilíndrica, cilíndrica "Gas".

### ISO 7 - Rosca auto-sellante (cónica) -
Norma ISO 7: roscas de tubería auto-sellantes consta de las siguientes partes:
- ISO 7-1: 1994 Dimensiones, tolerancias y designación
- ISO 7-2: 2000 Verificación mediante indicadores de límite

#### Normas europeas e internacionales vigentes: ISO 7, NF EN 10226 (sustituye NF E 03-004)
La rosca (macho) es cónica, su símbolo es R y la rosca correspondiente (hembra) puede ser:
- cilíndrica, símbolo Rp o también llamado BSPP (Paral·lel);
- cónica, símbolo Rc o también llamado BSPT (hilo).

El hilo de rosca siempre está cónico y el sellado se produce cuando se extiende el hilo de rosca macho contra el hilo de rosca hembra. Hay dos sistemas:
- BSPT (British Standard Conical Pipe) que utiliza el sistema Whitworth (sin gas) con un perfil de hilo de rosca de 55°, y una conicidad de la rosca de 6,25% = 1/16 = 3,576° = 3° 34′ 33,9 ″, medio ángulo 3,125% = 1/32 = 1,78816 ° = 1 ° 47 ′ 17,5 ″.
- Sistema Briggs o NPT, conocido como National Pipe Thread, hilo estándar estadounidense (variante del sistema Sellers), con un perfil de hilo de rosca de 60° y una conicidad de la rosca del 6,25% = 1/16, (pendiente de 1.788°) .